# 28-as busz (Veszprém)
A veszprémi 28-as jelzésű autóbusz a Vámosi úti forduló és a Csererdő között közlekedik.

## Története
Az 1920-as évek második felében indította a Magyar Királyi Posta Autóbuszüzeme. A járat a posta elől indult (ami nem azonos a jelenlegi postával), és a belváros fontosabb intézményeit érintve jutott ki a vasútállomásra. A járaton az 1931-es nyári menetrend szerint két fordulót Nagyvázsonyból, illetve Tapolcáról induló járatok teljesítettek. 1935 január 1-jétől a Posta autóbuszüzeme a MÁVAUT-ba olvadt bele, innentől a járat viszonylatjelzése 1229, útvonala és menetrendje módosult. A külső pályaudvarra való eljutást nem csak autóbusszal oldották meg: naponta többször vonatok is indultak a alsóörsi vasútvonal veszprémi állomásáról, azóta ezen az útvonalon megszűnt. 2024.12.15-étől újra, új menetrendel és menetidővel közlekedik!

## Megállóhelyei
AZ ALÁBBI ADATOK MÁRA MÁR MÁSOK!
| 0  | 0   | Külső pályaudvar végállomás | 20 | 4,5 | Helyközi buszok Veszprém | A vasútállomás épülete előtt (parkoló helyén) volt a megálló |
| 2  | 0,5 | Jutas altisztképző iskola   | 18 | 4   | Helyközi buszok          | A levéltár épülete előtt                                     |
| 6  | 1   | Tisztviselőtelep            | 14 | 3,5 | Helyközi buszok          | A mai Jutasi úton, kb. a Petőfi Sándor utca magasságában     |
| 9  | 2   | Erzsébet-szálló             | 11 | 2,5 | Helyközi buszok          | A mai Autóbusz-állomás környékén                             |
| 10 | 2,5 | Földes-gyógyszertár         | 10 | 2   | Helyközi buszok          | A mai Arany Oroszlán gyógyszertár, Kossuth utca              |
| 12 | 3   | Városháza                   | 8  | 1,5 | Helyközi buszok          | Az Óváros téren                                              |
| 14 | 3,5 | Takarékpénztár              | 6  | 1   | Helyközi buszok          | Szintén az Óváros téren                                      |
| 16 | 4   | Főposta végállomás          | 4  | 0,5 | Helyközi buszok          | A mai Szilágyi iskolával szemben                             |
| 18 | 4,5 | Posta-garage végállomás     | 0  | 0   | Helyközi buszok          | Kb. a mai KÖJÁL buszmegállónál                               |

## Menetrend
| Indulások a Vámosi úti fordulóból | Indulások Csererdőből |
| --------------------------------- | --------------------- |
| 5:16, 13:13, 21:18                | 6:06, 14:06, 22:09    |